# Словарь української мови
«Словарь української мови», або «Словник української мови» (рос. Словарь украинского языка), також іноді згадується як «Словник української мови Грінченка», «СУМ Грінченка» — перекладний українсько-російський словник з елементами тлумачного словника (самі тлумачення подано російською, однак приклади використання слова подані українською). Словник було видано у 1907—1909 роках у Києві у 4 томах. Частково або повністю, фототипічно чи з доповненнями перевиданий в УРСР, Україні[⇨].
Матеріали для словника зібрала редакція журналу «Кіевская старина», а упорядкував його з додатком власного лексичного матеріалу Борис Грінченко. Правопис, який створив для словника Грінченко, опісля отримав назву грінченківка.

## Історія
Укладання словника тривало 46 років (1861-1907) і мало великий вплив на усталення української літературної мови й літературного правопису. «Словарь української мови» налічує приблизно 68 000 слів (за радянською оцінкою — 70 тисяч). У кінці четвертого тому окремим додатком подані «Крестные имена людей» (Хреще́ні імена людей). «Словарь української мови» є найповнішим і лексикографічно найдосконалішим українським словником до початку 20 століття.
Ще на початку 1880-х років Володимир Науменко спільно з іншими членами «Старої громади» взявся за збір матеріалів для словника живої української мови. В кінці десятиліття Володимир Науменко та Євген Тимченко почали редагування зібраних матеріалів, а 1896 року за згодою керівника міністерства внутрішніх справ словник на перші дві літери алфавіту був розісланий передплатникам як безплатний додаток до журналу «Кіевская старина».

Тривалий час основну роботу над словником безоплатно здійснював Володимир Науменко, та перевантаженість справами редакції та гімназії змусила його шукати собі помічника. Окрім того, стало відомо, що існує можливість подати Словник в Академію наук на здобуття премії Миколи Костомарова, тож справу слід було прискорити. Було створено комісію в складі Є. Тригубова, В. Бернштама та Є. Чикаленка, яка почала переговори з Борисом Грінченком. Борис Грінченко погодився довершити працю Науменка, Тимченка та інших громадівців за умови відповідної оплати та публікації словника тільки під одним своїм іменем. Стара Громада виділяла на оплату праці Грінченка 100 рублів на місяць та не погоджувалася з тим, що спільна праця буде підписана виключно іменем Грінченка. Євген Чикаленко писав у своїх спогадах: 
 На заголовку Словника мало не розбилися наші переговори … Грінченко напосідав на тому, що він сам зредагує всі літери, аби на заголовку стояло тільки одне його прізвище. Нам хотілося, щоб на словнику стояло і ім'я Науменка, бо він поклав на нього багато праці, і справедливість вимагає моральної заплати за ту безкорисну роботу протягом багатьох років. 
Лише за особистого наполягання Володимира Науменка договір з Грінченком таки було укладено й домовлено, що словник вийде тільки під іменем Грінченка.
В роботі над словником Грінченко використав праці багатьох кореспондентів журналу «Кіевская старина», зібрав матеріали з творів художньої літератури й фольклорних джерел, частково послуговувався попередніми словниками подібного типу, додав значний власний матеріал (діалектні й фольклорні записи).
Дружина Бориса Гринченка, Марія Грінченко по приїзді до Києва взяла на себе технічну роботу з укладання «Словаря української мови».
1907—1909 роках словник вийшов у світ під іменем Грінченка. Водночас у передмові до словника Грінченка коротко описав історію його створення та згадав про внесок Володимира Науменка, Євгена Тимченка та інших.
Доповненням до «Словаря» Грінченка був задуманий «Словник української мови» Дмитра Яворницького (Т. 1, 1920, А-К, близько 8200 слів), що містив тільки ті слова, яких у «Словарі» не було або вони мали інше значення.

## Важливість словника
«Словарь української мови» став словником української живої мови. Тут поряд із загальновживаними словами фіксуються і діалектизми, часом вузьколокальні; вони здебільшого документуються. Українські реєстрові слова в словнику пояснюються російськими відповідниками чи описово, більшість їх ілюструється реченнями; при назвах рослин і тварин, як правило, наводяться їхні латинські наукові відповідники. Широко представлена українська фразеологія, часто з поясненням її походження. У передмові до словника, Б. Грінченко подав стислий, але досить докладний огляд історії української лексикографії.
Українська частина словника надрукована новим, спеціально для цього розробленим Б. Грінченком правописом, т. з. грінчевичівкою, що акумулювала все найкраще з попередньої української правописної практики і яка лежить в основі сучасного українського правопису. Російський академік О. Шахматов дав «Словарю…» високу оцінку — на Загальних зборах Петербурзької АН 1905 «Словареві української мови» присуджено другу премію М. Костомарова. Шахматов писав, що цей словник «можна визнати кращим малоросійським словником порівняно з усіма, що досі виходили...».
У колективній монографії «Мовознавство на Україні за п'ятдесят років» словник Грінченка названий — «безсумнівно найвищим досягненням дореволюційної української лексикографії, історія якої обіймає понад трьохсотрічний період». Якістю словника, на думку авторів, обґрунтований той факт, що в перші десятиріччя радянського періоду майже вся словникова робота в УРСР так чи інакше базувалася на тому лексичному матеріалі, який можна було залучити із Грінченкової праці.
На думку Івана Огієнка, найважливішим недоліком словника є те, що він не чітко відділяє говіркові слова від тих слів, що вживаються у літературній мові. Словник містить багато слів, що не використовуються у літературній мові на теперішній час.

## Видання
Оригінальне видання 1907—1909 років
- [том 1], [том 2], [том 3], [том 4]

Фотокопії усього словника
- 1924 і 1925 (двічі фототипічним способом)
  - В е-бібліотеці wikisource.org: том 1, том 2. В е-бібліотеці archive.org: том 1, том 2.
- 1958-59 (фотомеханічним способом з 1-го видання)
  - В е-бібліотеці hathitrust.org: томи 1-4
- 1996 (фототипічне; зі вступним словом Олександра Тараненка)
  - у т. 2 додано пропущену в інших виданнях (крім видання за ред. Сергія Єфремова та Андрія Ніковського) частину Захи́дный — захурчáты, написану переважно російською графікою.
- 1996-97 (фототипічне);
  - у т. 2 додано пропущену в інших виданнях (крім видання за ред. Сергія Єфремова та Андрія Ніковського) частину Захи́дный — захурчáты, написану переважно російською графікою.

Перевидання частини словника у новій редакції (з додаванням нових слів або вилучення оригінальних слів)
- Томи 1-3: 1927-28 — за ред. Сергія Єфремова та Андрія Ніковського з додатком нових матеріалів (вийшли тільки томи 1-3, літери А — Н, тобто десь лише половина словника Грінченка; чому не вийшли решта запланованих 4-5-их томів не відомо[17][18])
  - В е-бібліотеці «Україніка»: том 1, том 2, том 3
- Том 1: 1937 — за ред. Андрія Хвилі із застосуванням тогочас. правопису (без передмови Грінченка й з вилученням літери ґ; вийшов тільки т. 1, літери А — Ж)
  - В е-бібліотеці «Культура України»: том 1

## Онлайн-версії

### «Словарь української мови». Борис Грінченко
Окремий ресурс «Словарь української мови» — hrinchenko.com, створений за перевиданням АН УРСР 1958 року. Особливості:
- пошук слів із підказками;
- наявність списку слів-сусідів;
- можливість перегляду усього списку лексики за алфавітом;
- повна паспортизація лексики (для кожного слова подано том та сторінку, на якій воно знаходиться в оригінальному виданні);
- пошук лексики за сторінкою та номером тому;
- можливість переглядати скановані сторінки оригінального видання словника як для кожного слова, так і окремо;
- блок із випадковими статтями;
- можливість коментувати окремі словникові статті.

### Сайт-збірка російсько-українських словників
- Один зі словників r2u.org.ua.

### Вікі Київського столичного університету імені Бориса Грінченка
Вікі Київського столичного університету імені Бориса Грінченка: «Словарь української мови»
- Доповнюється зображеннями.
- Доповнюється визначеннями з сучасних словників (оригінал залишається).

### Сайт Українського мовно-інформаційного фонду НАН України
Словарь української мови ONLINE (упорядкував Борис ГРІНЧЕНКО)